# Viên Tân Điều
Nhạc sĩ Viên Tân Điều (hay còn gọi là Tân Điều) sinh ngày 15 tháng 01 năm 1950 tại xã Tân Trào, huyện Sơn Dương, tỉnh Tuyên Quang.
Ông là người dân tộc Tày, vốn là diễn viên hát của Đoàn Ca Múa Tổng cục Chính trị (từ tháng 6-1973 đến tháng 6-1977). Năm 1977 ông chuyển sang làm phóng viên âm nhạc, rồi làm Trưởng ban Văn nghệ Đài Phát thanh - Truyền hình Tuyên Quang. Ông là Hội viên Hội Nhạc sĩ Việt Nam, Phân hội trưởng Phân hội Âm nhạc, Hội Văn học - Nghệ thuật tỉnh Tuyên Quang.
Bắt đầu sáng tác từ năm 1985 với bài "Hát trên quê Bác", sau đó ông sáng tác được một số ca khúc mang âm hưởng dân ca miền núi.

## Tác phẩm
Một số bài hát do ông sáng tác như : Đường về Tân Trào , Áo chàm đi hội (thơ Mã Văn Tính), Niềm vui hôm nay, Anh công an bản em, Lời suối hát, Con gái bản tôi (phổ thơ Mai Liễu), Một nét thành Tuyên (thơ Lê Tuấn Lộc), Tìm em gái Mường (thơ Vương Anh), Mùa hè vui, Tháng Giêng  (thơ Vũ Tuấn), Bên dòng thác Bác Pan,, Một ngày anh lên Chiêm Hóa 

## Giải thưởng
Nhạc sĩ Tân Điều đã giành một số giải thưởng như: Giải thưởng Tân Trào 2012 , giải Nhì cuộc Vận động sáng tác Văn học nghệ thuật tỉnh Tuyên Quang, Bài hát "Tiếng lá rừng" của ông đạt giải A Liên hoan âm nhạc các tỉnh phía Bắc (Hội nhạc sĩ Việt Nam). Năm 1985 với ca khúc "Hát trên quê Bác", tự sáng tác và tự biểu diễn, ông được Huy chương Vàng "Tiếng hát của Làng Sen".